# Une visite
Une visite é um curta-metragem (8 minutos) francês de 1955, dirigido por François Truffaut.